# Norðdepil

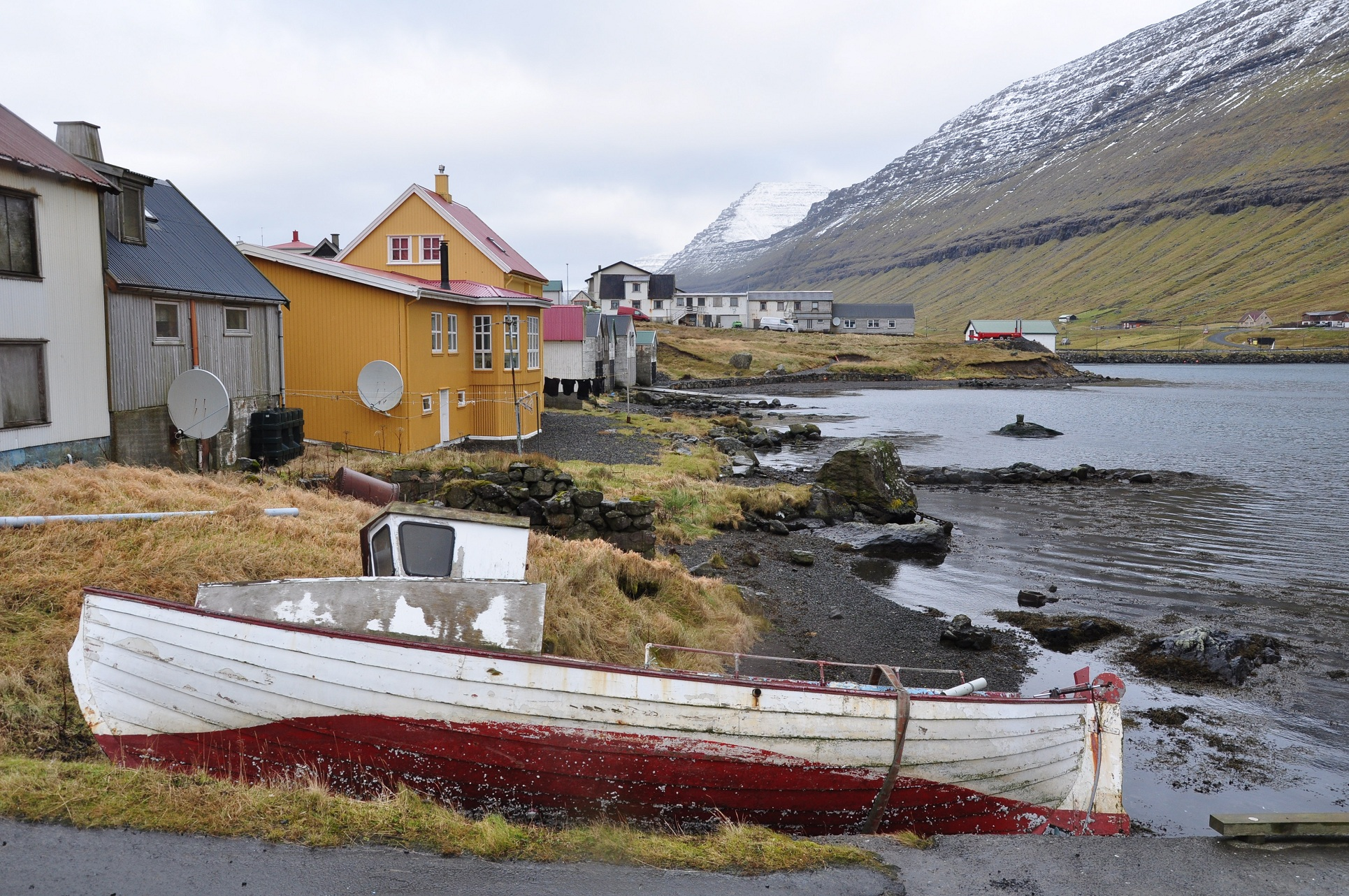
Norðdepil

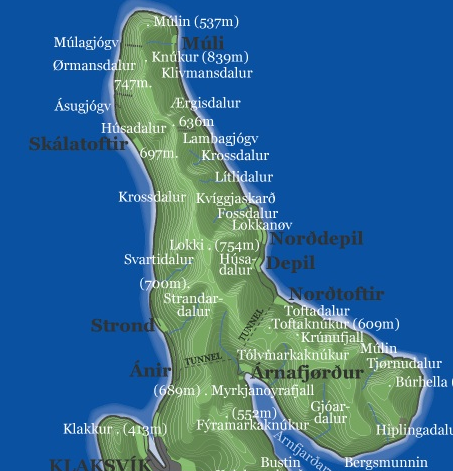
Lage von Norðdepil auf Borðoy.

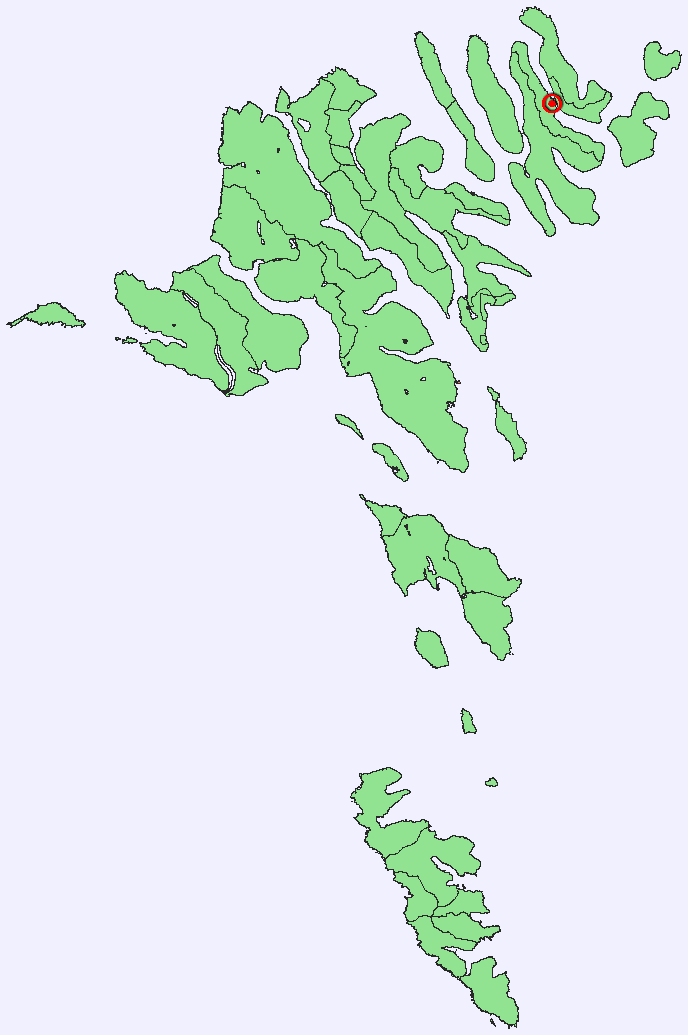
Lage von Norðdepil auf den Färöern.

Norðdepil [ˈnoːɹˌdeːpɪl] (deutsch Norddeble) ist ein Ort der Färöer auf der Insel Borðoy, die zu den sechs Nordinseln gehört. Am 1. Januar 2016 lebten dort 156 Einwohner. Der Ort gehört zur färöischen Gemeinde Hvannasund (Hvannasunds kommuna). Die Postleitzahl ist FO-730.

## Geschichte
Norðdepil wurde 1866 von Poul Sivar Sivertsen aus Hvannasund gegründet, der nach Abschaffung des Monopolhandels auf den Färöern im Jahr 1856 und zu den Hochzeiten des Walfangs hier ein Handelsgeschäft eröffnete. Er nannte den Ort zunächst „á Oyrini“. Der spätere Name Norðdepil leitet sich dagegen vom weiter südlich gelegenen historischen Dorf Depil ab. Das zur gleichen Zeit gegründete Nachbarörtchen Fossá wurde später wieder verlassen. Im Jahr 1895 eröffnete man eine Schule. Zwei Jahre später, 1897, wurde hier mit dem Bau einer norwegischen Walfangstation begonnen, die von 1898 bis 1912 in Betrieb war. 1920 wurde die Station endgültig geschlossen. Durch den Bau der Walfangstation Ende des 19. Jahrhunderts kamen die ersten Ratten auf die Insel Borðoy, von denen die gesamten Nordinseln bis dahin unbehelligt geblieben waren. In der zweiten Hälfte des 18. Jahrhunderts hatten sich zwar erstmals Ratten auf den vier großen Inseln Suðuroy, Streymoy, Vágar und Eysturoy ausgebreitet, die übrigen Inseln blieben aber zunächst verschont. Nachdem 1898 die ersten Ratten in Norðdepil eingeschleppt worden waren, breiteten diese sich bis zum Ersten Weltkrieg auch nach Viðoy und Kunoy aus. Von den Nordinseln sind bislang nur Fugloy, Svínoy und Kalsoy rattenfreie Vogelparadiese geblieben.
Im August 1941 zerschellte bei starkem Nebel eine Junkers Ju 88 an der höchsten Felswand des 755 m hohen Berges Lokki in unmittelbarer Nähe des Ortes. Überreste des Flugzeugs wurden in 700 Meter Höhe entdeckt.
Im Jahr 1960 wurde im Ort die Fischfiletfabrik Frostvirkið errichtet, die jedoch im Zuge der schweren Wirtschaftskrise 1990 wieder schließen musste. Im Jahr 1963 eröffnete man den Straßendamm, der Norðdepil mit dem Ort Hvannasund auf Viðoy verbindet. Da beide Orte sich direkt gegenüber liegen, gelten Norðdepil und Hvannasund häufig als ein Ort. Seit 1967 ist Norðdepil durch zwei hintereinanderliegende Tunnel, die quer durch Borðoy zwischen der West- und Ostküste gebaut wurden, mit Klaksvík verbunden. Klaksvík ist nicht nur Hauptort und Mittelpunkt der Nordinseln, sondern zugleich auch die zweitgrößte Stadt auf den Färöern. An der Ostküste Borðoys entlang führt eine Straße nach Múli, einem inzwischen verlassenen Dorf. In Norðdepil befindet sich die einzige Ampel der Nordinseln.
1983 wurde schließlich eine neue Schule mit sieben Klassen eröffnet, die zusammen mit dem Nachbarort Hvannasund betrieben wird.

## Bilder

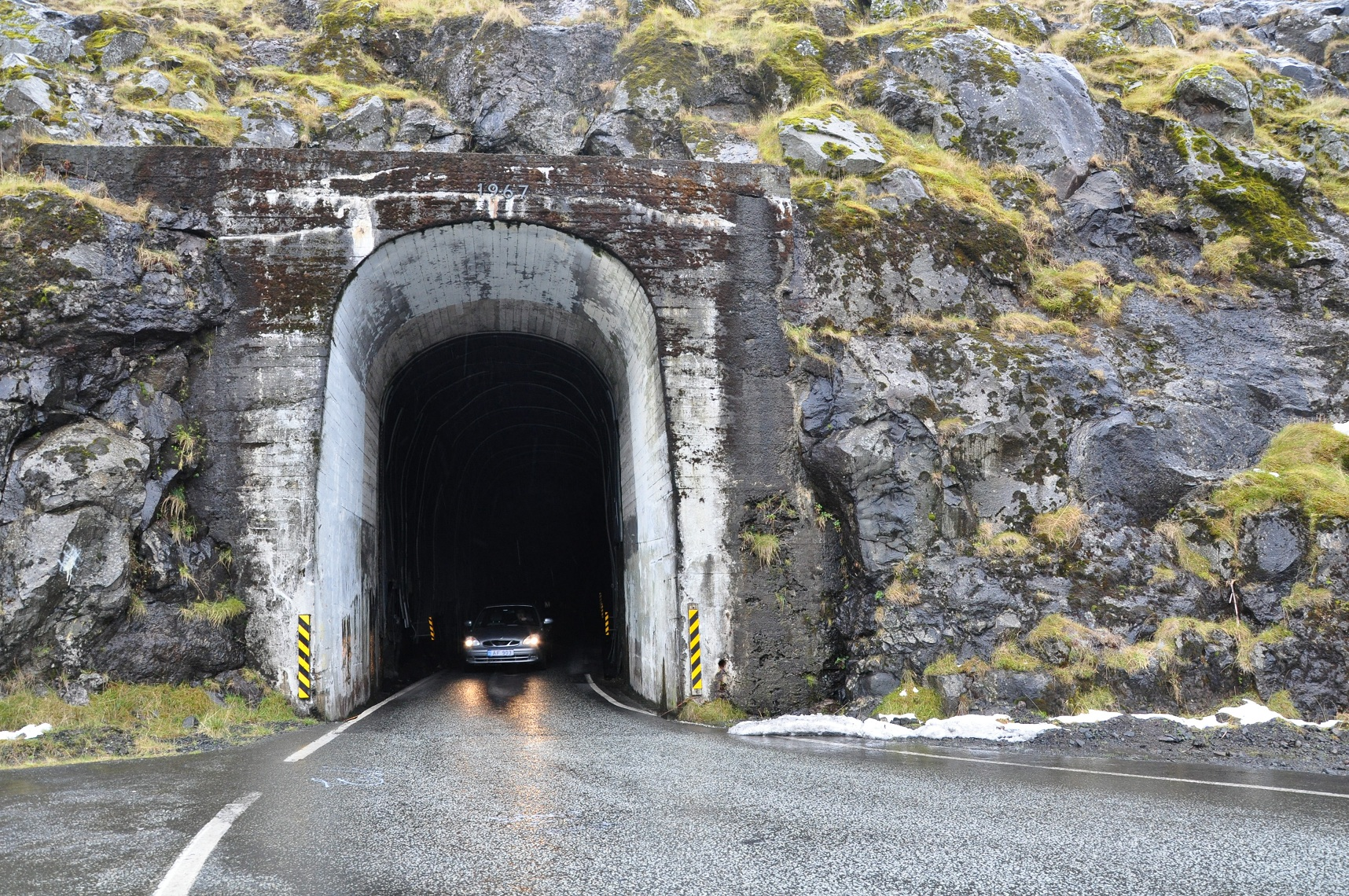
Eingang des Hvannasundtunnels in Norðdepil.
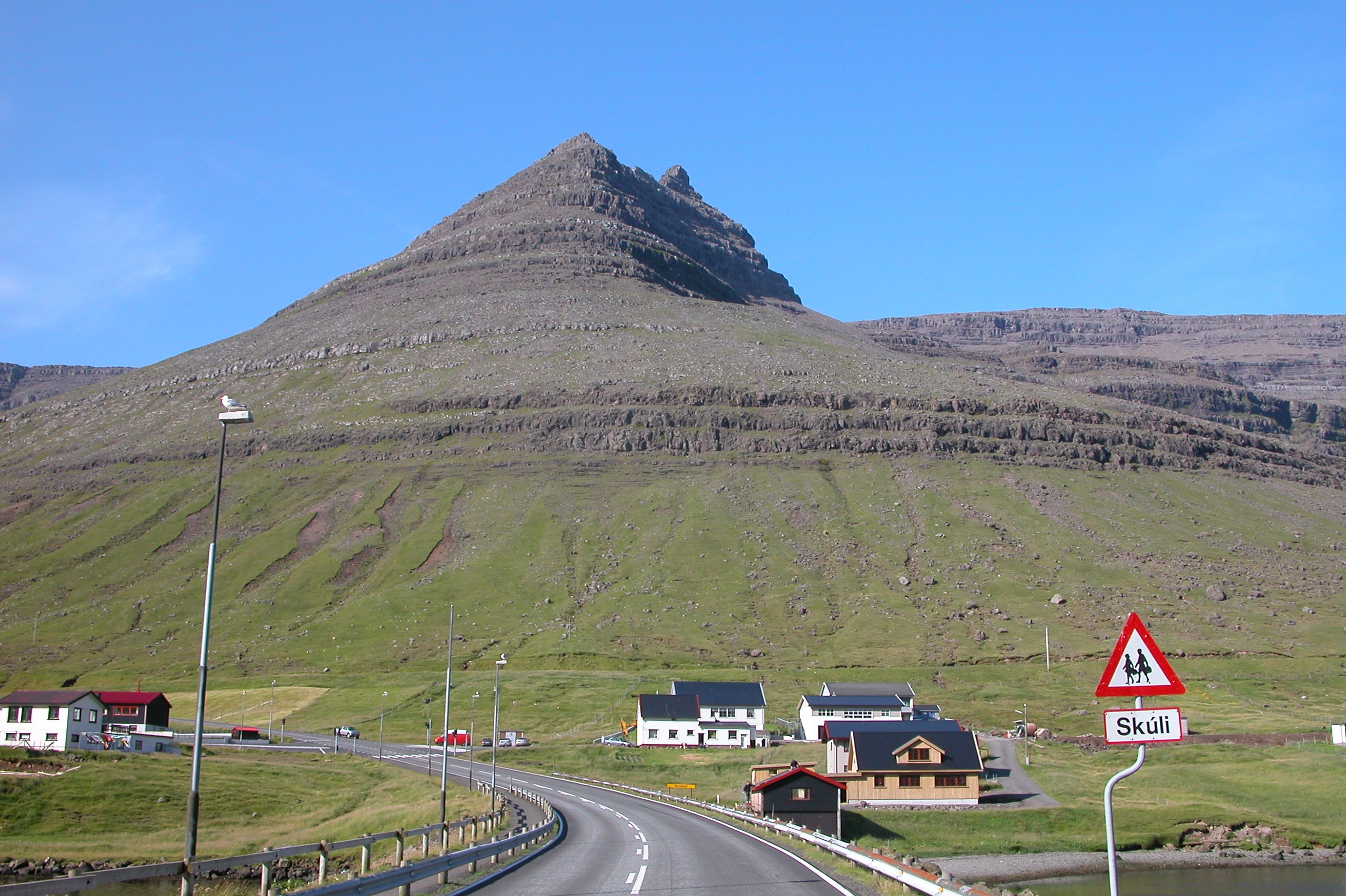
Norðdepil mit dem 755 m hohen Lokki im Hintergrund.
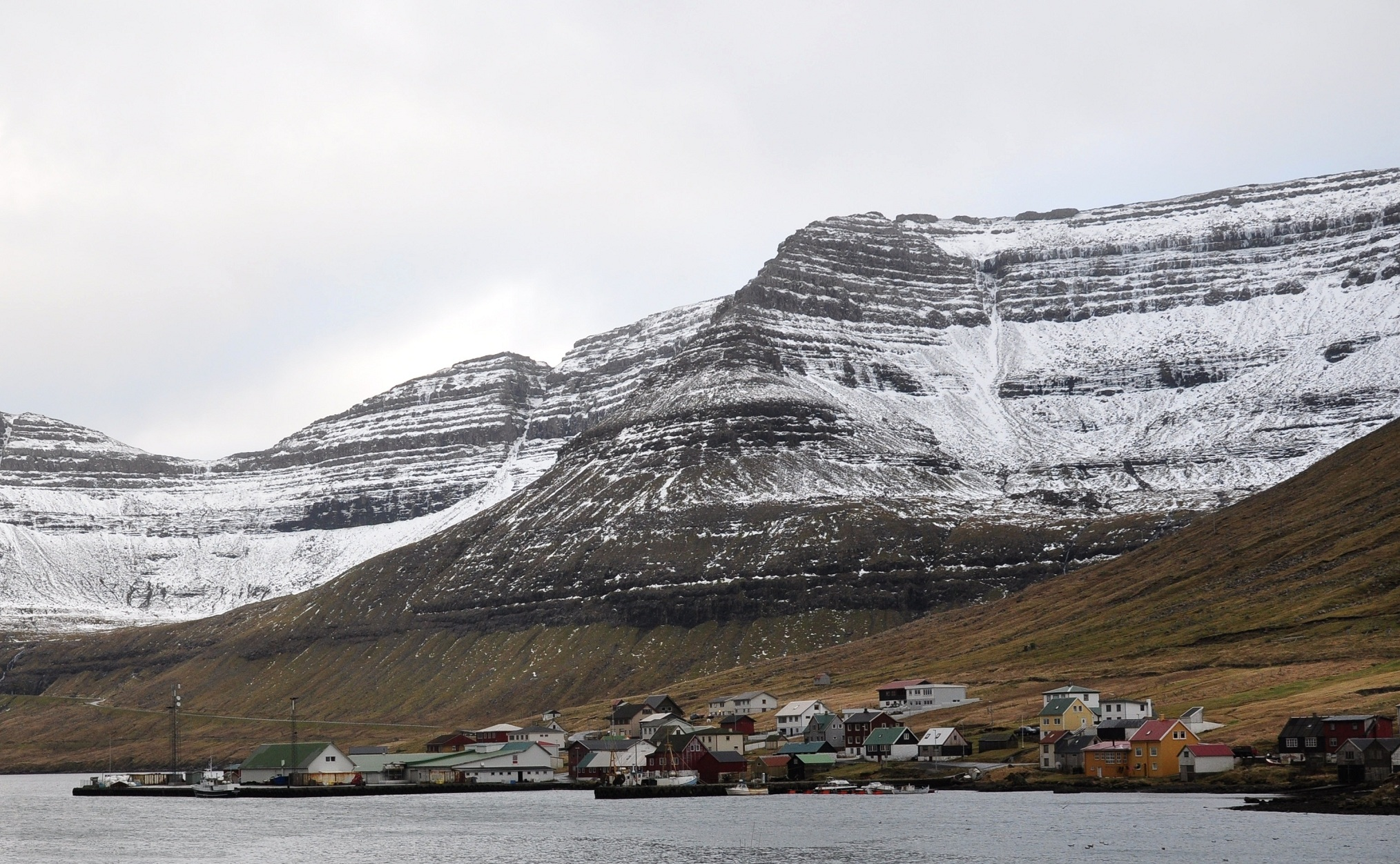
Der Ort an einem Tag im Oktober.